# Доктор канонічного права
До́ктор каноні́чного пра́ва (лат. Iuris Canonici Doctor; I.C.D.; англ. Doctor of Canon Law) — науковий ступінь у галузі  канонічного права Католицької церкви. Отримання ступеня передбачає наявність звання ліцензіата канонічного права, а також 2-річне навчання у профільному вищому освітньому закладі (папському університеті), в якому здобувач пише і захищає дисертацію на тему канонічного права. Ступінь прирівнюється до доктора юридичних наук (JSD), або доктора права (LLD). Також — почесне звання в англіканських вищих освітніх закладах. Абревіатури — J.C.D., dr.iur.can., ICDr., D.C.L., D.Cnl., D.D.C., D.Can.L..

## Відомі доктори
- Бенедикт XV — римський папа.
- Миколай Коперник — математик і астроном доби Відродження.